# Vitsandstärnarna
Vitsandstärnarna är en sjö i Laxå kommun i Västergötland och ingår i Motala ströms huvudavrinningsområde. Vitsandstärnarna ligger i Tivedens nationalpark (västra) Natura 2000-område.